# 閃光兵鯰
閃光兵鯰又名閃光弓背鯰，是輻鰭魚綱鯰形目美鯰科的其中一種。

## 分布
本魚分布於南美洲巴西、秘魯、厄瓜多、哥倫比亞的亞馬遜河流域。

## 特徵
本魚體強健，腹面為粉紅色，兩排骨板帶有灰綠色光澤，背部拱起，具三對觸鬚。體長可達6公分。

## 生態
本魚棲息於沙底質的水域，性情溫和，喜群游，屬雜食性，以蠕蟲、甲殼類、昆蟲、植物等為食。

## 經濟利用
為觀賞性魚類，如水質差，會浮出水面上來呼吸氧氣。